# Аренас (футбольный клуб)
«Аренас» (баск. и исп. Arenas Club de Getxo) — испанский футбольный клуб из города Гечо, недалеко от Бильбао в провинции Бискайя. «Аренас» был одним из первых клубов испанского футбола, в 1928 году стали соучредителями чемпионата Испании по футболу вместе с другими баскскими клубами — «Атлетиком», «Реалом Сосьедад» и «Реалом Унион».

## История
Клуб основан в 1909 году как Arenas Football Club, переименован в Club Arenas в 1912 году. В 1914 клуб сыграл серию из трёх товарищеских матча с «Барселоной» и выиграл все три. Впоследствии они соревновались в Кампеонато Норте вместе с «Реал Сосьедадом», «Атлетиком», «Расингом», «Спортингом» и «Сельтой». В 1917 году они выиграли этот турнир и получили право побороться за Кубок Короля. В кубке дошли до финала в Барселоне, где проиграли 1:2 «Реалу» в дополнительное время. В 1919 году они выиграли ещё один региональный чемпионат — Кампеонато де Бискайя, а также право на борьбу в Кубке Короля. На этот раз они выиграли, победив «Барселону» 5:2 в дополнительное время. В 1920 году, когда Испания дебютировала на международном турнире — Олимпийских играх, в сборную были включены 2 игрока «Аренаса» — Франсиско Пагаса и Феликс Сесумага. Клуб ещё дважды выступал в финале Кубка Испании, в 1925 году они проиграли 0:2 «Барселоне», а в 1927 они проиграли 0:1 «Реал Униону» в единственном на сегодняшний день баскском финале. В 1930 году клуб занял третье место в Ла Лиге. Однако они оставались в Примере лишь семь первых сезонов и вылетели в 1935 году. Затем были шесть сезонов в Сегунде, затем снова вылет, на этот раз в Третий дивизион в сезоне 1943/44. С тех пор «Аренас» там и играет, ни разу за 56 лет не поднявшись наверх, кроме одного сезона в Сегунде B.

## Сезоны по дивизионам
- Примера — 7 сезонов
- Сегунда — 6 сезонов
- Сегунда B — 3 сезона
- Терсера — 61 сезон
- Региональные лиги — 9 сезонов

## Достижения
- Чемпионат Испании
  - Третье место 1929/30
- Кубок Испании
  - Обладатель: 1919
  - Финалист (3): 1917, 1925, 1927
- Кампеонато Норте/Кампеонато де Бискайя
  - Победитель (5): 1916/17, 1918/19, 1921/22, 1924/25, 1926/27